# Algodonales

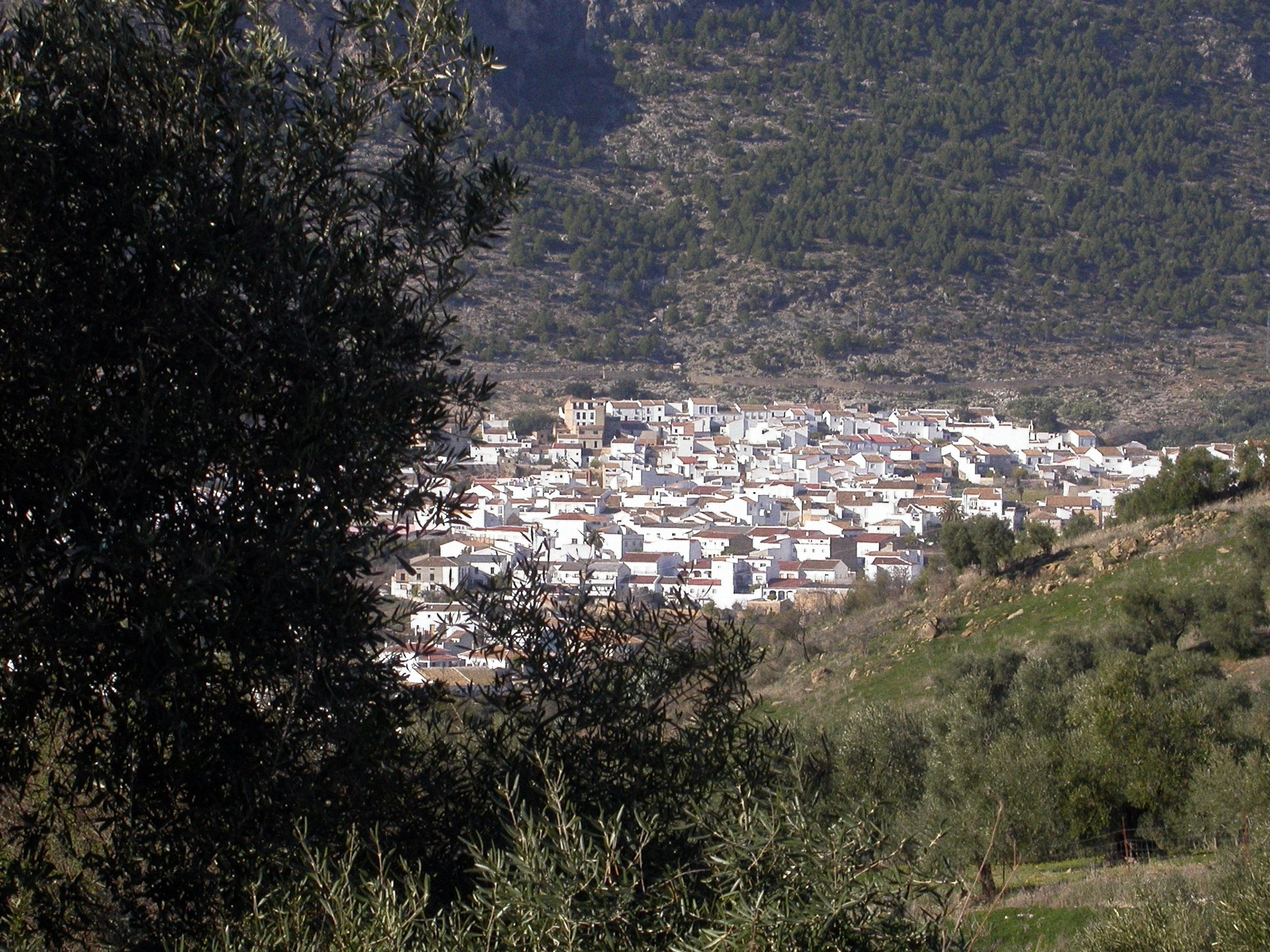
Ogólny widok na miasto

Algodonales – miasto na południu Hiszpanii w prowincji Kadyks. Miasto pełni głównie funkcje turystyczną, z licznymi gospodarstwami agroturystycznymi. Znajduje się tu kościół Parroquial de Santa Ana.